# The Feeling (Lost Frequencies)
The Feeling is een nummer van de Belgische dj Lost Frequencies uit 2023.
"The Feeling" leverde Lost Frequencies een kleine hit op in de Benelux en het Duitse taalgebied. In de Vlaamse Ultratop 50 kwam het tot de 11e positie, terwijl het in de Nederlandse Top 40 een plek lager kwam.

## Tracklijst
Muziekdownload
1. "The Feeling" - 2:33